# Сула (Монтана)
Сула (англ. Sula) — переписна місцевість (CDP) в США, в окрузі Раваллі штату Монтана. Населення — 41 особа (2020).

## Географія
Сула розташована за координатами 45°50′46″ пн. ш. 113°57′27″ зх. д. / 45.84611° пн. ш. 113.95750° зх. д. (45.846186, -113.957482).  За даними Бюро перепису населення США в 2010 році переписна місцевість мала площу 8,57 км², з яких 8,47 км² — суходіл та 0,09 км² — водойми.

## Демографія
Згідно з переписом 2010 року, у переписній місцевості мешкало 37 осіб у 17 домогосподарствах у складі 9 родин. Густота населення становила 4 особи/км².  Було 22 помешкання (3/км²).
Расовий склад населення:
| - 94,6 % — білих - 2,7 % — корінних американців |

До двох чи більше рас належало 2,7 %. Частка іспаномовних становила 0,0 % від усіх жителів.
За віковим діапазоном населення розподілялося таким чином: 16,2 % — особи молодші 18 років, 64,9 % — особи у віці 18—64 років, 18,9 % — особи у віці 65 років та старші. Медіана віку мешканця становила 39,5 року. На 100 осіб жіночої статі у переписній місцевості припадало 131,2 чоловіків;  на 100 жінок у віці від 18 років та старших — 158,3 чоловіків також старших 18 років.
Медіана доходів становила 40 417 доларів для чоловіків та 47 083 долари для жінок. 
Цивільне працевлаштоване населення становило 62 особи. Основні галузі зайнятості: сільське господарство, лісництво, риболовля — 71,0 %, роздрібна торгівля — 19,4 %, освіта, охорона здоров'я та соціальна допомога — 9,7 %.